# Radomlje
Radomlje – wieś w Słowenii, w gminie Domžale. W 2018 roku liczyła 1690 mieszkańców.